# 夢追うチカラ 〜JAPAN DREAM〜
『夢追うチカラ 〜JAPAN DREAM〜』（ゆめお-ジャパンドリーム）は、テレビ朝日系列で、2009年10月4日から2010年3月28日まで、毎週日曜の18:56 - 19:00（JST）に放送されていたミニ番組である。

## 概要
オリンピック日本代表の明日へ続く挑戦を応援する番組。毎回、オリンピックを目指す日本代表選手の新たなる挑戦に密着したドキュメンタリー番組、番組のキャッチフレーズはその挑戦が日本中の夢になる。
時期的にバンクーバーオリンピック出場を目指す冬季種目の選手を取り上げていた（最終回のみ背泳ぎの古賀淳也を取り上げた）。

## スポンサー
- アサヒビール（一社提供）

## ナレーション
- 藤野直彦

## テーマ曲
- DREAMS COME TRUE

## 制作
- テレビ朝日
- 文化工房

## 備考
- 2010年3月28日放送の最終回は、18:04- 20:54に『超タイムショック芸能人最強クイズ王決定戦スペシャル8』が放送されるため、18:00 - 18:04に繰り上げて放送した。
- 半年の放送期間で複数回取り上げられた選手もいる。最多出演はフィギュアスケート代表・髙橋大輔の3回。